# Andreas Keuser
Andreas Keuser (* 14. April 1974 in Salzkotten) ist ein ehemaliger deutscher Radrennfahrer.

## Werdegang
Keuser startete von 2005 bis 2008 für das RadsportTeam Essen 19/2. Bei seiner Teilnahme an der Tour de la Pharmacie Centrale erreichte er 2007 den achten Platz in der Gesamtwertung. Sein bisher dahin größter Erfolg war der Gewinn der Bergwertung bei der Marokko-Rundfahrt im Jahr 2008. Im Jahr 2009 war Keuser erstmals bei einem internationalen Radsportteam, dem estnischen UCI Continental Team Kalev Chocolate-Kuota, tätig und wechselte in den Folgejahren mehrmals die Teamzugehörigkeit. Im Jahr 2011 gewann er die Gesamtwertung der Tour of Trakya sowie eine Etappe der Rumänien-Rundfahrt und damit erstmals ein Rennen des internationalen Radsportkalenders.
Andreas Keuser wurde im April 2011 im Wettkampf positiv auf Testosteron getestet und für zwei Jahre gesperrt.

## Erfolge
2008
- Bergwertung Marokko-Rundfahrt

2011
- Gesamtwertung Tour of Trakya
- eine Etappe Rumänien-Rundfahrt